# Latarnia Morska Niechorze

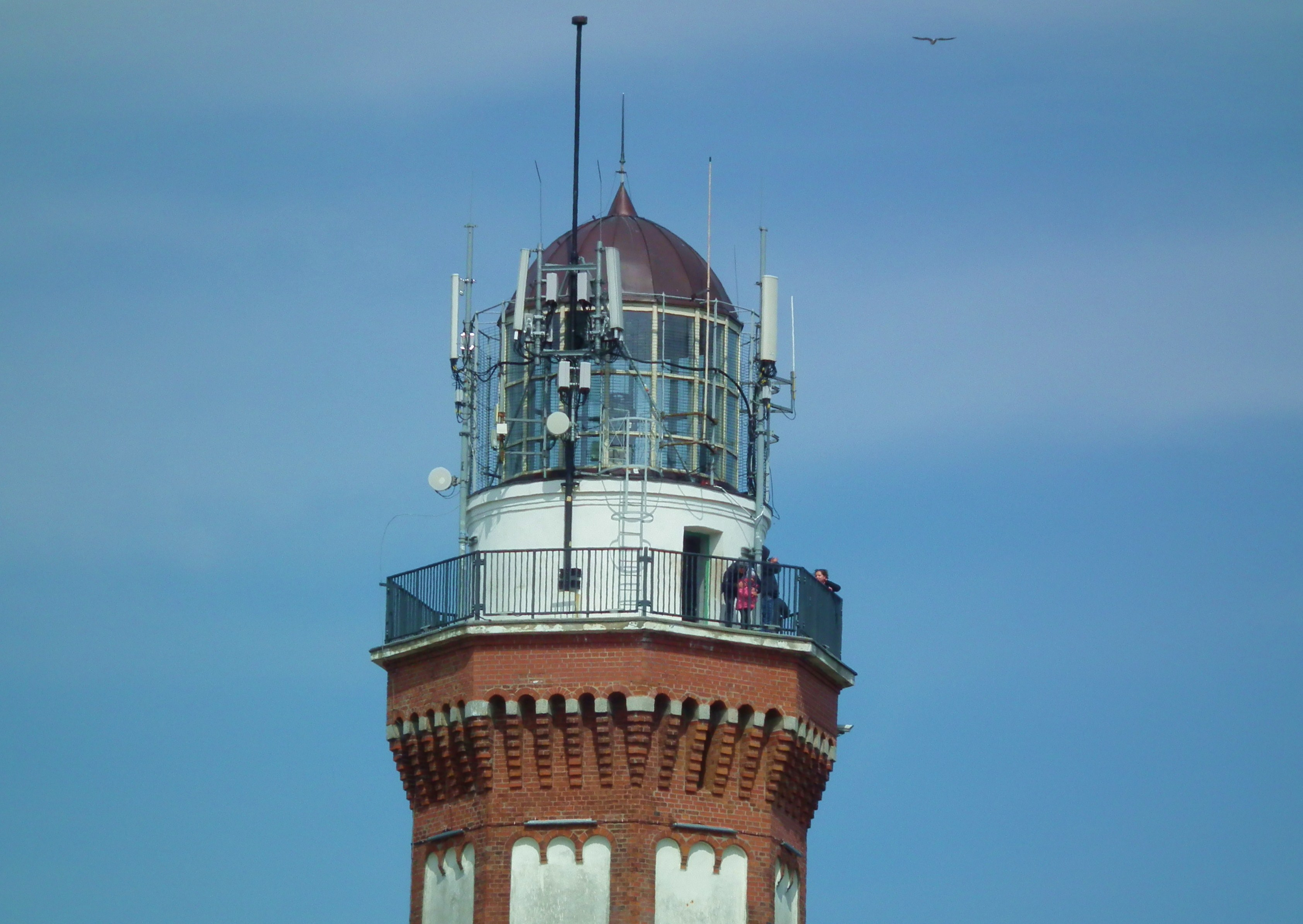
Latarnia Morska Niechorze - Laterna i taras widokowy

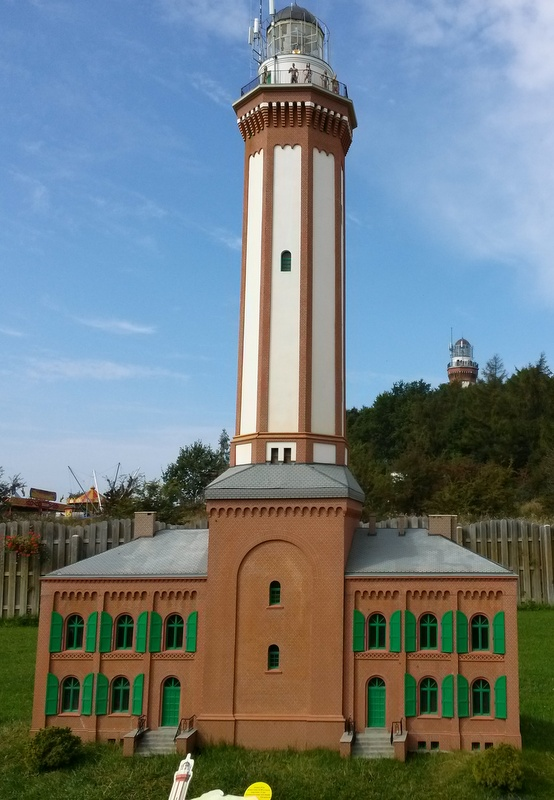
Latarnia Morska Niechorze – miniatura latarni w Parku Miniatur Latarni Morskich w Niechorzu. W tle widać oryginał.

Latarnia Morska Niechorze – latarnia morska na polskim wybrzeżu Bałtyku położona we wsi Niechorze (gmina Rewal, powiat gryficki, województwo zachodniopomorskie) na wysokim klifowym brzegu.
Latarnia znajduje się pomiędzy Latarnią Morską Kikut (około 30 km na zachód), a Latarnią Morską Kołobrzeg (około 34 km na wschód).

## Informacje ogólne
Latarnia jest administrowana przez Urząd Morski w Szczecinie i jest udostępniona do zwiedzania. Jest jedną z atrakcji turystycznych gminy Rewal, a z jej tarasu widokowego można podziwiać panoramę wybrzeża rewalskiego.
Latarnia oraz ogród przy latarni zostały wpisane do rejestru zabytków pod numerem A-1608 z 23 września 1997 roku.
Latarnia pełni funkcję jednej ze stacji brzegowych systemu AIS-PL projektu HELCOM, który umożliwia automatyczne monitorowanie ruchu statków w strefie przybrzeżnej. Antena niechorskiej stacji znajduje się na wysokości 65 m n.p.m.

## Dane techniczne
- Położenie: 54°05'47" N 15°03'57" E
- Wysokość wieży: 45,00 m
- Wysokość światła: 62,80 m n.p.m.
- Zasięg nominalny światła: 20 Mm (37,04 km)
- Charakterystyka światła: błyskowe
  - Okres: 10,00 s
  - Światło: 0,45 s
  - Przerwa: 9,55 s
- Moc żarówki: 1000 W[5]

## Historia
W dniu 5 grudnia 1860 roku cesarskie niemieckie Ministerstwo Żeglugi powołało komisję, która miała ustalić miejsce powstania nowej latarni morskiej. Wzięto pod uwagę okolice Trzęsacza i Niechorze. Ponadto komisja miała za zadanie wyznaczenie kształtu i charakterystyki świateł latarni. Okolice Trzęsacza nie zostały zaakceptowane przez Ministerstwo Żeglugi i 15 maja 1863 roku przystąpiono do prac projektowych, a następnie budowy latarni w Niechorzu. Po trzech latach budowy, w sobotę 1 grudnia 1866 roku, zapłonęło na niej pierwsze światło.
Wieża latarni została wybudowana z licowej jasnożółtej cegły. W dolnej części do wysokości 13 metrów ma przekrój czworokąta, natomiast w górnej, powyżej przybudówek – ośmiokąta. Na narożnikach wypuszczono lizeny wykonane naprzemiennie z czerwonej i czarno glazurowanej cegły. Wierzchołek wieży wieńczy taras widokowy z balustradą. Na wieżę prowadzi 208 lewoskrętnych schodów. Do czasu wprowadzenia elektryczności w tunelu technicznym w środku wieży znajdowały się obciążniki, które wprowadzały w ruch mechanizm obrotu aparatu świecącego. Na szczycie została umieszczona laterna, w której wykorzystano aparat Fresnela I klasy.
Podczas działań wojennych w 1945 roku pocisk artyleryjski uszkodził układ optyczny. Wycofujący się Niemcy założyli dodatkowo w budynku osiem min, które udało się odnaleźć, rozbroić i tym samym uchronić obiekt przed zniszczeniem. W 1948 roku odbudowano aparaturę optyczną, a jej ponowne uruchomienie nastąpiło w dniu 18 grudnia 1948 roku.
Podczas kolejnego remontu, który trwał od 1999 roku do 5 grudnia 2000 roku, odnowiono zabudowania latarni, przywrócono oryginalny kolor wieży i odtworzono zabytkowe ogrodzenie dziedzińca. Przeprowadzono także remont budynków mieszkalnych i inwentarskich oraz estetyzację całego otoczenia. W budynkach mieszkalnych wymieniono instalację elektryczną oraz położono nową instalację grzewczą, przechodząc z ogrzewania węglowego na gazowe. Wyremontowano wszystkie pomieszczenia mieszkalne, znacznie poprawiając warunki socjalne mieszkańców. W trakcie remontu muru otaczającego cały obiekt okazało się, że cegły są tak skruszałe, iż nie nadają się do naprawy. Cały mur został rozebrany i postawiony na nowo, zachowując jego dotychczasowy wygląd.
Wiosną 2008 roku wykonano remont tarasu widokowego i laterny. Remont objął wymianę podłoża i balustrad tarasu oraz wymianę siatki zabezpieczającej i szyb laterny.
Latem 2014 roku wykonano remont dachów budynków przylegających do latarni.
Wiosną 2015 roku rozpoczęto przebudowę terenu przed głównym wejściem do latarni. Zlikwidowano ogrody oraz okalające je żywopłoty.
Wiosną i latem 2023 roku wykonano remont wieży latarni. Wewnątrz wieży odmalowano ściany natomiast na zewnątrz naprawiono tynki, częściowo naprawiono cegły i spoiny oraz zaimpregnowano tynki i cegły przed solą morską.
W dniu 19 sierpnia 2023 roku na placu przed latarnią odsłonięto pomnik latarnika upamiętniający wszystkich latarników pracujących w Latarni Morskiej Niechorze. 

### Kalendarium
- 1866, 1 grudnia – uruchomienie latarni
- 1945 – zniszczenie laterny przez pocisk artyleryjski
- 1948, 18 grudnia – ponowne uruchomienie latarni po odbudowie
- 1997, 23 września – wpisanie latarni morskiej z domami latarników, dwoma budynkami gospodarczymi, ogrodem i ogrodzeniem murowanym z furtami do rejestru zabytków pod numerem A-1608
- 1999 – kapitalny remont latarni
- 2008 – remont tarasu widokowego i laterny
- 2014 – remont dachów budynków przylegających do latarni
- 2015 – przebudowa terenu przed głównym wejściem do latarni
- 2023 – remont wieży latarni (wewnątrz i zewnątrz)
- 2023, 19 sierpnia – odsłonięcie pomnika latarnika

## Turystyka
W pobliżu latarni przebiegają znakowane szlaki turystyczne:
- E9 Szlak Nadmorski im. Czesława Piskorskiego
- szlaki rowerowe EuroVelo 10\13

## Nawiązania w kulturze
- Kilka scen filmu Beata (1964) w reżyserii Anny Sokołowskiej, rozgrywa się na plaży w Niechorzu oraz przed budynkiem, na wieży i w laternie latarni morskiej. Film opowiada o szesnastoletniej dziewczynie Beacie (Pola Raksa), która ucieka z domu. Poszukiwanie dziewczyny prowadzi jej kolega Olek Smoleński „Ramzes” (Marian Opania). W trakcie poszukiwań Olek trafia między innymi nad morze i na latarnię, gdzie spotyka latarnika (Wirgiliusz Gryń), u którego prawdopodobnie zatrzymała się Beata.

- Na okładce książki Agnieszki Krawczyk, Lato wśród wydm, pomimo że jej akcja rozgrywa się w odległych Dębkach, znajduje się wizerunek słynnej niechorskiej latarni morskiej[11].

## Upamiętnienie
Latarnia została przedstawiona na polskim znaczku pocztowym o numerze katalogowym 4095, wydanym przez Pocztę Polską w obiegu od 29 maja 2006 roku.